# Udflugt med døden
Udflugt med døden (engelsk: Deliverance) er en amerikansk thrillerfilm fra 1972 instrueret af John Boorman efter romanen af samme navn af James Dickey, der også skrev manuskriptet. Filmen blev nomineret til tre Oscars, bl.a. Oscar for bedste film. Filmen har bl.a. Jon Voight og Burt Reynolds på rollelisten.

## Medvirkende
- Jon Voight – Ed Gentry
- Burt Reynolds – Lewis Medlock
- Ned Beatty – Bobby Trippe
- Ronny Cox – Drew Ballinger
- James Dickey – Sheriff Bullard
- Billy Redden – Lonnie
- Seamon Glass –
- Randall Deal –
- Bill McKinney – bjergmand
- Herbert 'Cowboy' Coward – tandløs mand
- Ed O'Neill – vicesherif
- Westley Foster – dansende indavlede mand

## Ekstern henvisning
- Udflugt med døden på Internet Movie Database (engelsk)
- Udflugt med døden på Filmdatabasen
- Udflugt med døden på Scope
- Udflugt med døden i Svensk Filmdatabas (svensk)
- Udflugt med døden på AlloCiné (fransk)
- Udflugt med døden på MovieMeter (nederlandsk)
- Udflugt med døden på AllMovie (engelsk)
- Udflugt med døden hos American Film Institute (engelsk)
- Udflugt med dødens profil hos Encyclopædia Britannica Online (engelsk)
- Udflugt med døden på Turner Classic Movies (engelsk)

1. ↑  Navnet er anført på engelsk og stammer fra Wikidata hvor navnet endnu ikke findes på dansk.